# Леонидас Петропулакис
 Тази статия е за андартския капитан.  За военния и политик от 19 век вижте Леонидас Петропулакис (политик).  
Леонидас Панайоту Петропулакис (на гръцки: Λεωνίδας Παναγιώτου Πετροπουλάκης) е капитан на Гръцката въоръжена пропаганда в Македония в началото на XX век.

## Биография
Петропулакис е роден през 1880 година в махалата на Гитио Рахи (Ράχη) в областта Мани, Пелопонес. Учи право в Атина. През януари 1906 година държи реч в памет на загиналия в Мариово андартски капитан Йоанис Скордакос, а през пролетта на същата година продава част от имотите си и съставя чета от 25 маниоти, които да вземат участие в борбата на гърците срещу четите на ВМОРО в Македония. В четата влиза и братовчед му Панайотис Илия Петропулакис, ветеран от Критското въстание и Гръцко-турската война от 1897 година. През март се среща с върналия се от Македония капитан Андонис Влахакис в Пирея. По различни пътища двете чети стигат до Трикала, откъдето заедно навлизат в Македония.
На 7 май 1906 голямата андартска чета, начело с Андонис Влахакис и Петропулакис, напада село Осничани от Жиковищкия манастир. В селото присъстват двама членове на районната чета на ВМОРО Нумо Кировски и Колю Бараков, които ръководят отбраната на селската милиция, в която се сражава и Тана Кировска. В няколкочасовото сражение са убити командирите на андартската чета Влахакис и Леонидас и Панайотис Петропулакис. След пристигането на османска войска андартите се оттеглят. Според гръцки сведения андартските загуби са 15 убити и 11 ранени.
В 1926 година село Езерец е прекръстено на Петропулаки на името на капитан Леонидас Петропулакис.

## Галерия
- Бюст на Петропулакис в Мангила
- Панайотис (вляво) и Леонидас Петропулакис
- Леонидас Петропулакис, Андонис Влахакис и Панайотис Петропулакис